# La nostra storia (film)
La nostra storia (El olvido que seremos) è un film del 2020 diretto da Fernando Trueba.

## Trama
La vicenda dello scrittore colombiano Héctor Abad Gómez ambientata nella Colombia degli anni '60 e '70 nella città di Medellìn. È un medico e professore universitario molto amato e stimato. Un uomo con una grande determinazione e animato da onesti sentimenti. Molto attaccato non solo alla sua famiglia, alla quale insegna la tolleranza e l'amore verso il prossimo, ma interessato anche verso tutti i bambini nati in famiglie disagiate che tenta di salvare dalla povertà e dalle malattie derivate dalle situazioni volute da una politica che mira solo alla ricchezza di pochi. Molto attivo nel sostenere le cause sociali, trova l'opposizione del governo, che tenta di denunciare e bloccare fino alla sua tragica fine. Viene infatti ucciso da due sicari del governo.

## Distribuzione
Il film è stato distribuito nelle sale cinematografiche italiane a partire dal 17 giugno 2021.